# Outlast 2
Outlast 2 (stilisiert zu OULAST II) ist ein First-Person-Survival-Horror-Videospiel, welches vom kanadischen Entwicklerstudio Red Barrels entwickelt und veröffentlicht wird. Das Spiel ist eine Fortsetzung von Outlast, wobei man im Laufe des Spiels Zusammenhänge mit dem ersten Teil erkennen kann.

## Release
Das erste Spiel der Reihe, Outlast, wurde 2013 veröffentlicht, woraufhin kurz danach bereits eine Fortsetzung für den Herbst 2016 angekündigt wurde. Im Jahr 2014 erschien für den ersten Outlast-Teil der DLC Outlast: Whistleblower. Wegen Komplikationen in der Entwicklung wurde der Veröffentlichungstermin von Outlast 2 in das erste Quartal 2017 verschoben, und am 25. April 2017 für Microsoft Windows, PlayStation 4 und Xbox One veröffentlicht. Zeitgleich sollte für die Konsolen Outlast Trinity veröffentlicht werden, das alle drei Outlast-Teile enthält. Den Vertrieb der Ladenversion übernahm der Publisher Warner Bros. Interactive, die PC-Version von Outlast 2 ist nur als Download erhältlich.
In Australien wurde dem Spiel zunächst die Altersfreigabe verweigert. Erst mit Kürzungen erhielt Outlast 2 vom Australian Classification Board die Freigabe R18+. Die deutsche Version wurde von der USK ab 18 Jahren freigegeben und sollte ungeschnitten erscheinen. Entwickler Red Barrels verkündete jedoch, dass es weltweit nur eine Fassung von Outlast 2 geben soll. Mit dem im März 2018 veröffentlichten Patch wurde ein Story-Modus ins Hauptspiel eingefügt, der es dem Spieler durch einen reduzierten Schwierigkeitsgrad erlaubt, sich mehr auf die Ereignisse der Handlung zu konzentrieren. Gleichzeitig wurden laut Publisher Red Barrels durch den Patch auch Spielelemente wiederhergestellt, die zum Zeitpunkt der Veröffentlichung aus dem Spiel entfernt werden mussten, um die kommerziell schädliche Freigabe „Adults Only“ zu vermeiden.
Im März 2018 wurde eine Version von Outlast 2 für die Nintendo Switch veröffentlicht.

## Handlung
Die Handlung des Spiels basiert in weiten Teilen auf dem Jonestown-Massaker im Jahr 1978, wobei die handelnden Personen frei erfunden sind.
Blake Langermann, Journalist und Kameramann, versucht gemeinsam mit seiner Ehefrau Lynn – ebenfalls Enthüllungsjournalistin – einen mysteriösen Mordfall an einer schwangeren Unbekannten, genannt Jane Doe, zu lösen. Da im Blut der Toten eine hohe Konzentration Quecksilber entdeckt wurde, lassen sie sich mit einem Helikopter in die Supai-Region (Arizona) in der Sonora-Wüste fliegen, um nach einem verborgenen schwerindustriellen Komplex zu suchen. Als sie sich dem Fundort der Toten nähern, erscheint plötzlich ein greller Lichtblitz, infolgedessen die Bordinstrumente des Helikopters versagen. Nach dem Absturz kommt Blake erst in der Nacht wieder zu sich und muss feststellen, dass Lynn verschwunden ist.
Auf seiner Suche nach ihr gelangt Blake in das Dorf Temple Gate, in welchem eine Sekte – vollkommen vom Rest der Gesellschaft isoliert – das Ende der Welt erwartet. Anführer dieser Sekte ist Sullivan Knoth, von seinen Anhängern „Papa“ genannt. Knoth ist der Überzeugung, dass das Dorf auf einem Portal in die Hölle erbaut wurde. Daneben existiert noch eine Gruppe Abtrünniger unter der Führung Vals, die als Ketzer bezeichnet werden. (Bei Val handelt es sich um einen Menschen, dessen Geschlecht bewusst undefiniert bleibt.) Während die Sekte versucht, den Anti-Christen zu bekämpfen und damit das Ende der Welt zu verhindern, versuchen die Ketzer demgegenüber ebendiese Apokalypse bewusst herbeizuführen. In Temple Gate muss sich Blake vor den Bewohnern verstecken, da sie ihn – den Außenseiter – töten wollen. Bei seiner Suche nach Lynn findet er immer wieder Briefe und andere Dokumente, welche zum einen den religiösen Wahn der Bewohner bestätigen, zum anderen aber auch auf ihre extreme Wollust hindeuten.
Im Laufe des Spiels ist es möglich, durch eine versteckte Notiz zu erfahren, dass der Wahn der Dorfbewohner auf Experimente der – aus dem Vorgängerspiel Outlast bekannt gewordenen – Murkoff Corporation zurückzuführen ist. Das Dorf wird vom erwähnten Industriekomplex aus über Relais-Antennen mit Mikrowellenstrahlung bestrahlt, um psychologische Waffen an den Bewohnern zu testen. Diese Information nimmt Bezug auf die MKULTRA-Experimente, die Murkoff im Deckmantel der Mount-Massive Nervenheilanstalt (Outlast und Outlast: Whistleblower) durchführte und platziert so die beiden Spiele in ein und demselben Universum.
Nach einigem Suchen schafft es Blake, Lynn ausfindig zu machen. Sie war von der Sekte entführt und körperlich misshandelt worden. Die beiden fliehen, doch bereits nach kurzer Zeit krümmt sich Lynn vor Bauchschmerzen. Blake möchte wissen, was mit ihr während seiner Abwesenheit passiert war, aber sie möchte nicht darüber sprechen. Im selben Moment werden sie von den Ketzern überfallen, Blake bewusstlos geschlagen und Lynn erneut entführt.
Blake wird schließlich von einem Mann namens Ethan gefunden. Der war früher selbst ein Anhänger Knoths, wandte sich allerdings aus Liebe zu seiner Tochter von der Sekte ab. Es stellt sich heraus, dass Ethan der Vater der getöteten Jane Doe ist und diese in Wirklichkeit Anna Lee hieß. Blake erfährt von ihm, dass Knoth Frauen vergewaltigt und – falls sie schwanger werden – umbringen lässt. Nach Knoths Vorstellung würde ansonsten der Anti-Christ geboren. Während sich Blake ausruht, wird Ethan von Marta, einer der treuesten Anhängerinnen Knoths und gleichzeitig dessen ausübende Gewalt und somit auch Henkerin, getötet. Blake flieht daraufhin in das Dorf und trifft in dortigen Kapelle auf einen gefangen genommenen Ketzer. Dieser erzählt Blake, dass die Ketzer Lynn in den Minenschächten in der Nähe des Dorfes festhalten.
Seit dem Beginn des Spiels leidet Blake an Visionen, welche ihn in seine eigene Schulzeit an der katholischen St. Sybil High School zurückführen. Diese nehmen in ihrer Häufigkeit und Intensität zum Ende hin zu, was auf die fortwährende Bestrahlung des Dorfes zurückzuführen ist. In ihnen sieht Blake seine ehemalige Schulfreundin Jessica. Jene war damals von ihrem Musiklehrer Father (Vater) Loutermilch eine Treppe herabgestoßen worden und daraufhin an den Folgen eines Genickbruches verstorben. Loutermilch tarnte den Vorfall als Suizid, indem er Jessicas Leiche auf dem Schulgelände aufhängte. In einer anachronistischen Erzählweise erfährt man von Vision zu Vision mehr über die Zwischenfälle rund um Jessicas Tod. Dabei taucht der Lehrer Loutermilch teilweise als Dämon auf und terrorisiert Blake. Dass der Dämon den Lehrer symbolisiert, ist anhand von Feuermalen auf dessen Stirn zu erkennen, die sowohl der Loutermilch als auch der Dämon aufweisen.
Nach einer weiteren Vision erwacht Blake in einer Gruppe Aussätziger, welche an Syphilis leiden und aus Temple Gate verstoßen wurden. Die Gruppe, angeführt von Laird, einem zwergenhaften Mann, glaubt, in Blake ihren Messias gefunden zu haben. Sie kreuzigen ihn zunächst und begraben ihn anschließend lebendig, in der Hoffnung, nach seiner Wiederauferstehung von seinem Fleisch zu essen und auf diese Weise von ihren weltlichen Sünden befreit zu werden. Blake gelingt jedoch die Flucht aus dem Grab. Er erreicht die Mine, wird aber entdeckt und muss fliehen. Auf seiner Flucht stößt er auf das Lager der Ketzer, in welchem sich Lynn befindet. Nach einer weiteren Vision wacht Blake in der Mine auf und stellt fest, dass die Ketzer von den Dorfbewohnern überwältigt wurden. Er flüchtet und findet Lynn, welche plötzlich hochschwanger zu sein scheint. In der Morgendämmerung bricht ein gewaltiger Sturm aus. Blake und Lynn gelangen zu der Kapelle von Temple Gate, wo Lynn bei der Geburt ihres vermeintlichen Kindes verstirbt. Unmittelbar vor ihrem Tod wendet sie sich an Blake und sagt, dass sie kein Kind sehen könne. Wie sich herausstellt, war Lynn nicht wirklich schwanger, sondern litt vielmehr an einer psychosomatischen Schwangerschaft – ebenfalls hervorgerufen durch die Strahlenemissionen der Murkoff Corporation. Während Blake aber ein Kind in den Armen zu halten scheint, wird er bewusstlos. Als er wieder erwacht, wird er von Knoth begrüßt. Dieser behauptet, alle seine Anhänger getötet zu haben und empfiehlt Blake, das Kind ebenfalls zu töten. Die Tatsache, dass sowohl Blake als auch Knoth ein Kind sehen können, obwohl dort keines ist, deutet auf kollektive Wahnvorstellungen hin. Darauf nimmt sich Knoth vor Blakes Augen nun auch selbst das Leben. Blake verlässt die Kapelle, erblickt zahlreiche tote Sektenmitglieder auf dem Dorfplatz und hat eine letzte Vision, in welcher er Jessica auf ihren Knien beten sieht. Je nach Anzahl der vom Spieler während des Spielverlaufs gesammelten Dokumente sind Würgemale an Jessicas Hals sichtbar.

## Gameplay
Outlast 2 ist ein First-Person-Survival-Horror-Spiel, welches – wie sein Vorgänger – nur aus einer linearen Einzelspieler-Kampagne besteht. Der Spieler kontrolliert den Protagonisten, der nicht in der Lage ist zu kämpfen und man verteidigt sich nur in Action-Sequenzen.
Als Ausrüstung besitzt er lediglich eine Kamera mit einer Nachtsicht-Funktion. Im Vergleich zum ersten Teil kann die Kamera nun klarere Aufnahmen machen und besitzt ein Audio-Erkennungssystem, womit entfernte Geräusche geortet werden können. Eine weitere Schwierigkeit: Verliert der Protagonist seine Brille, verschlechtert sich die Sicht (wovon das Spiel allerdings kaum Gebrauch macht).

## Kritiken
Das Spiel erhielt im Gegensatz zum ersten Teil eher gemischte Kritiken. Besonders Spieler zeigten sich enttäuscht nach dem Release auf reddit.

„Fazit: »Ein packendes Horrorspiel, das nach einem großartigen Auftakt mit der Zeit an Wirkung verliert und deshalb hinter Teil 1 zurückbleibt.«“